# Bird-in-Hand (Pennsylvanie)
Bird-in-Hand est une census-designated place située dans le comté de Lancaster, dans l’État de Pennsylvanie, aux États-Unis. Lors du recensement de 2020, elle compte 427 habitants.